# مارك بيكار
مارك بيكار هو سياسي كندي، ولد في 25 أبريل 1955 في كندا. حزبياً، نشط في Action démocratique du Québec ‏. وقد انتخب عضو الجمعية الوطنية في كيبك ‏ عن دائرة Chutes-de-la-Chaudière (electoral district) ‏ خلال فترته النيابية ‏.